# Mühlbach (Handschuhsheim)
Der Handschuhsheimer Mühlbach ist ein 6,6 km langer Bach in der kreisfreien Stadt Heidelberg und am Rande des Rhein-Neckar-Kreises im nördlichen Baden-Württemberg. Der insgesamt westsüdwestlich laufende, aber weit nach Süden ausholende Bach entspringt im Odenwald und fließt von dort in die Oberrheinische Tiefebene. Bei der Gemeinde Dossenheim vereint er sich mit dem rechten Dossenheimer Mühlbach zum Humpelsgraben. Sein Odenwaldtal wird Mühltal oder Siebenmühlental genannt.

## Geographie

### Verlauf
Der Handschuhsheimer Mühlbach zieht auf der ersten Hälfte seines Laufes durch das fortwährend stärker in die hohe westliche Odenwaldstufe zur Rheintiefebene eingekerbte sogenannte Mühltal oder Siebenmühlental, das lange südsüdwestlich, zuletzt westlich auf den Heidelberger Stadtteil Handschuhsheim am Hügelfuß und in der anschließenden Tiefebene zuläuft. Er entspringt nahe der Strangwasenhütte am oberen Talende zwischen dem Hohen Nistler (496 m ü. NHN) im Südwesten und dem Weißen Stein (548,1 m ü. NHN) weniger als 300 Meter südöstlich des die beiden Berge verbindenden Sattels Sieben Wege auf einer Höhe von etwa 420 m ü. NHN dem Strangwasenbrunnen. Dieser ist ein Brunnen mit Steintrog, der am unteren linken Hang steht und selbst zur trockenen Jahreszeit verlässlich, wenn auch geringer schüttet. Das ablaufende Wasser fließt unter einem Waldweg hindurch zum Tiefsten der Talmulde und dort im von den Berghängen bis ans Ufer herunterreichenden Wald nach Südsüdwesten.
Nach gut einem halben Kilometer wird er aus einer kleinen linken Seitenmulde von der Hirschquelle her verstärkt, deren Ablauf über die feuchte und krautig bewachsene Halblichtung Hirschwiese am unteren Hang flächenhaft zumündet. Noch einmal so viel weiter beginnt sich nach einer Waldwegquerung der Talgrund zu lichten; am rechten Hang des ersten offenen Wiesenstücks steht auf rund 275 m ü. NHN der in den 1980ern oder 1990er Jahren restaurierte Buchbrunnen neben einer Sitzgruppe, der selbst im Hochsommer ausgiebig Wasser spendet. Weiter unten in diesem ersten offenen Stück des Talgrundes, in welchem dem Bach selbst eine Gehölzgalerie folgt, quert ihn ein Holzsteg. Etwas abwärts davon schließt sich der Talgrund wieder, im kurzen folgenden Talwaldstück liegen ein paar winzige Teiche. Danach tritt der Bach endgültig aus dem Talwald aus und wendet sich langsam nach rechts.
Fast schon auf Westkurs, durchläuft er ein Rückhaltebecken noch oberhalb der ersten Häusern Handschuhsheims, vor dessen Erddamm eine Fahrstraße den Talgrund quert, an der an der linken Talseite der aus dem lokalen Buntsandstein aufgemauerte Turnerbrunnen steht. Vom Rückhaltebecken aus, wo er fast auf nurmehr 200 m ü. NHN gefallen ist, läuft er gut hundert Meter lang verdolt. Dann setzt die Hausbebauung zunächst am rechten Unterhang entlang der Handschuhsheimer Mühltalstraße ein. Auf dem folgenden Abschnitt nutzten früher die vielen Mühlen des deshalb auch Siebenmühlental genannten Bachtales die Wasserkraft des Baches; viele der Mühlgebäude sind erhalten, an der nächsten Straßenquerung, die in inzwischen geschlossener Bebauung die rechte Mühltalstraße mit der Heiligenbergstraße am linken Hang verbindet, ist heute noch eine Aufstauung zu sehen.
Etwas unterhalb, noch vor der quer zum Tal laufenden Löbinggasse, tritt der Bach nun in seine lange Verdolung durch Handschuhsheim und darüber hinaus ein. Sein Lauf ist auf dem ersten Stück bis zur Handschuhsheimer Tiefburg noch am Geländeprofil zu erkennen, er läuft hier unter der nun nach Süden ziehenden Mühltalstraße, die dann nahe der ehemaligen Wasserburg, deren Graben einst vom Bach gespeist wurde, in die westwärts laufende Dossenheimer Landstraße übergeht. Ab hier etwa ist der Verlauf nur noch auf Karten zu erkennen. Der Bach folgt der Trasse der Dossenheimer Landstraße erst westwärts, dann nordwärts auf dem ersten Stück, wo sie B 3 ist, nach Norden und dann unter der Mühlingstraße nach Nordwesten bis an den Ortsrand Handschuhsheims zu den jenseits des Wiesenwegs westlich anschließenden Gartenbauflächen. Auf dem inzwischen ganz flachen Terrain der Oberrheinischen Tiefebene auf etwa 110 m ü. NHN zieht er nun nördlich bis nordwestlich weiter verdolt auf der Wegtrasse dem Siedlungsrand entlang.
Fast am Nordende des Handschuhsheimer Siedlungsbereichs fließt ihm von rechts der über zwei Kilometer lange Höllenbach, örtlich „Hellenbächl“ genannt, zu, der am Westabhang des Hohen Nistlers auf rund 330 m ü. NHN entspringt und zuletzt im Ortsbereich ebenfalls verdolt läuft. Im Mündungswinkel liegt das Naturdenkmal des kleinen verlandenden Kroddeweihers („Krötenweiher“). Unterm anschließenden offenen Feld zieht der Bach auf der Trasse eines nordwestlichen Feldweges weiterhin verdolt. Erst nach Unterqueren des Dossenheimer Zubringers von der B 3 zur A 5 (L 531) tritt der Handschuhsheimer Mühlbach wieder ins Freie. Er zieht noch etwa einen halben Kilometer an der südlichen Gemeinde- und Siedlungsgrenze von Dossenheim westwärts. Am Südende der Boschstraße des Dorfes fließt er dann mit dem zuletzt unter der Straßentrasse von Norden her nahenden Dossenheimer Namensvetter Mühlbach auf unter 109 m ü. NHN zum Humpelsgraben zusammen. Dieser fließt in flachem Grabenlauf nach einer kurzen Kurve um die Südwestspitze Dossenheims bald nach Nordwesten, wird nach dem Übertritt auf die Gemarkung von Ladenburg dort Rombach genannt und entwässert in den linken Zweig des Kanzelbach-Unterlaufes Losgraben.

### Einzugsgebiet
Der Handschuhsheimer Mühlbach hat ein Einzugsgebiet von 7,4 km² Größe. Es hat Anteil am südwestlichen Sandstein-Odenwald, dem schmalen Streifen der Südlichen Bergstraße und der östlichen Neckar-Rhein-Ebene der Oberrheinischen Tiefebene. Etwa zwei Drittel von ihm sind bewaldet, sie liegen im Osten im Odenwald und an seinen Hängen.
Vom Zusammenfluss mit dem Dossenheimer Mühlbach ostnordostwärts bis zum Beginn des Gipfelhanges des Weißen Steins (548,1 m ü. NHN) liegt im Norden das Einzugsgebiet dieses Dossenheimer Namensvettern an, dann kurz bis auf den Gipfel das Entwässerungsgebiet des oberen Kanzelbachs, über den beider Abfluss bei Ladenburg den Neckar erreicht. Auf diesem mit 548,1 m ü. NHN höchsten Punkt des Einzugsgebietes knickt die Wasserscheide nach Süden ab und trennt nun bis etwa zur Einsiedlerhütte im südlichen Centwald-Sporn vom Talzug des Ziegelhäuser Steinbachs. Dann biegt sie am Neckartalabfall nach Südwesten ab und erklimmt mit dem Heidelberger Heiligenberg (439,9 m ü. NHN) den Randgipfel des Odenwaldes; jenseits laufen nur kurze Zuläufe (Mausbach, Schweinsbächl) ebenfalls in südlichen Richtungen dem Neckar zu. Vom Heiligenberg fällt die Einzugsgebietsgrenze steil hinab aufs Niveau der Oberrheinischen Tiefebene in Handschuhsheim (ca. 110 m ü. NHN) und folgt bis zurück zum Zusammenfluss mit dem Dossenheimer Mühlbach nach Nordwesten linksseits dicht der zumeist verdolten Bachtrasse; auf diesem letzten Abschnitt gibt es im flachen Stadtbereich keine offenen Wasserläufe und in der landwirtschaftlich genutzten Talebene allenfalls periodisch wasserführende Weggräben hin zum Neckar.
Vom Einzugsgebiet gehört am Nordrand etwas mehr als ein halber Quadratkilometer zur Gemeinde Dossenheim, die restlichen über sieben Quadratkilometer liegen in der Handschuhsheimer Stadtteilgemarkung von Heidelberg.

### Zuflüsse und Seen
Liste der Zuflüsse und  Seen von der Quelle zur Mündung. Gewässerlänge, Seefläche und Einzugsgebiet und Höhe nach den entsprechenden Layern auf der Onlinekarte der LUBW. Behelfsbezeichnungen für namenlose Zuflüsse in Klammern. Andere Quellen für die Angaben sind vermerkt.
Ursprung des Handschuhsheimer Mühlbachs auf etwa 420 m ü. NHN am Strangwasenbrunnen ca. 0,6 km südwestlich des Weißen-Stein-Gipfels.
- (Zufluss), von links und Osten auf etwa 340 m ü. NHN an der Hirschwiese, ca. 0,5 km².[LUBW 7]
- (Zufluss), von rechts und Westen auf etwa 270 m ü. NHN vom Buchbrunnen, unter 0,1 km.[2] Der gefasste Brunnen steht am Rand des rechts am Unterhang den Bach begleitenden Waldweges.
- Speist drei winzige Teiche zwischen 250 und 240 m ü. NHN.
- (Zufluss neben dem Schmalzwasenteichweg), von links und Osten auf etwa 217 m ü. NHN in die Westbiegung des Bachs, ca. 0,6 km[LUBW 8] und bis ca. 0,7 km².[LUBW 7] Entsteht aus mehreren Ästen, die auf bis etwa 320 m ü. NHN in einem Talkessel nördlich des Sattels am Heidelberger Zollstock entspringen.
- Durchfließt auf unter 210 m ü. NHN ein Rückhaltebecken vor der oberen Straßenquerung der Mühltalstraße und den ersten Häusern von Handschuhsheim. Unterhalb des Damms steht am linken Hang der gefasste Turnerbrunnen.
Passiert in der Folge die alten namengebenden Mühlenstandorte. Zwischen der unteren Querung  der Mühltalstraße und der Löbingsgasse läuft der Bach in eine Verdolung, die ihn dann in einem Südbogen um die Handschuhsheimer Tiefburg herumführt, deren Graben früher von ihm gespeist wurde, und weiter auf der Trasse der Dossenheimer Landstraße und der Mühlingstraße. Von dort verläuft er dann, immer noch verdolt dem Wiesenweg am Handschuhsheimer Siedlungsrand entlang, zu den im Westen anschließenden Gartenbauflächen.
- Speiste früher auf etwa 109 m ü. NHN den Krottenweiher kurz vor dem den Wiesweg kreuzenden Allmendpfad am nördlichen Siedlungsrand Handschuhsheims im Mündungswinkel des folgenden, unter 0,1 ha. Hier inzwischen nordwestlicher Lauf.
- Höllenbach, örtlich Hellenbächl genannt, von rechts und aus dem Ostnordosten verdolt auf unter 109 m ü. NHN noch vor dem Allmendpfad, 2,1 km und 1,2 km². Oberster offener Lauf auf unter 330 m ü. NHN am Abfluss eines Brunnens an einer Waldhütte ca. 0,6 km südwestlich des Hohen-Nistler-Gipfels am höhenliniengleichen Bachbrunnenweg um den Talkessel.
Wieder offener Lauf ab der Unterquerung des Zubringers (L 531) zur Auffahrt Heidelberg/Dossenheim auf die A 5 am südlichen Siedlungsrand an der Gemarkungsgrenze zu Dossenheim. Ab hier auch Westlauf.

Zusammenfluss des Handschuhsheimer Mühlbachs von links und zuletzt Osten mit dem aus dem Nordosten kommend durch Dossenheim nahenden Mühlbach auf unter 109 m ü. NHN am Südende der Dossenheimer Boschstraße. Hier entsteht der auf Dossenheimer Gemarkung zunächst noch Humpelsgraben genannte Rombach. Der Handschuhsheimer Bach ist am Zusammenfluss 6,6 km lang und hat ein 7,4 km² großes Einzugsgebiet.

## Naherholung
Das Mühltal ist oberhalb des Rückhaltebecken am Turnerbrunnen, wo ein Parkplatz liegt, ein beliebtes Naherholungsgebiet der Handschuhsheimer und Heidelberger. Das nahe am Siedlungsbereich der Großstadt gelegene Tal ist durch den Talknick wenig aufwärts des Rückhaltebeckens oberhalb sehr still. An beiden Unterhängen führen Wege im Nahbereich des Bachs hoch bis zur Strangwasenhütte. Ein Holzsteg und ein bachquerender Waldweg erlauben auch jenen Rundwege, die sich die vollen etwa fünf Kilometer und etwa 220 Höhenmeter vom Turnerbrunnen bis zur Strangwasenhütte und zurück nicht zumuten wollen. Für noch längere Touren gibt es Wege und Pfade zum Hohen Nistler, zum Weißen Stein und über den Sattel Zollstock auch zum Heiligenberg.

### LUBW
Amtliche Online-Gewässerkarte mit passendem Ausschnitt und den hier benutzten Layern: Lauf und Einzugsgebiet des Mühlbachs

Allgemeiner Einstieg ohne Voreinstellungen und Layer: Daten- und Kartendienst der Landesanstalt für Umwelt Baden-Württemberg (LUBW) (Hinweise)
1. 1 2 3 4  Höhe nach dem Höhenlinienbild auf dem Hintergrundlayer Topographische Karte.
2. 1 2 3  Länge nach dem Layer Gewässernetz (AWGN).
3. 1 2  Einzugsgebiet aufsummiert aus den Teileinzugsgebieten nach dem Layer Basiseinzugsgebiet (AWGN).
4. ↑  Höhe nach schwarzer Beschriftung auf dem Hintergrundlayer Topographische Karte.
5. ↑  Seefläche nach dem Layer Stehende Gewässer.
6. ↑  Einzugsgebiet nach dem Layer Basiseinzugsgebiet (AWGN).
7. 1 2  Einzugsgebiet abgemessen auf dem Hintergrundlayer Topographische Karte.
8. ↑  Länge abgemessen auf dem Hintergrundlayer Topographische Karte.

### Andere Belege
1. ↑  Josef Schmithüsen: Geographische Landesaufnahme: Die naturräumlichen Einheiten auf Blatt 161 Karlsruhe. Bundesanstalt für Landeskunde, Bad Godesberg 1952. → Online-Karte (PDF; 5,1 MB)
2. ↑  Nach Augenschein.